# نادي الموصل
نادي الموصل الرياضي هو نادي كرة قدم عراقي مقره مدينة الموصل في محافظة نينوى . تأسس عام 1947 م باسم النادي الاهلي، وتحول اسمه إلى نادي الموصل الرياضي عام 1957 م.

## لاعبون بارزون
- حارس محمد
- هوار ملا محمد